# Schlüsselloch

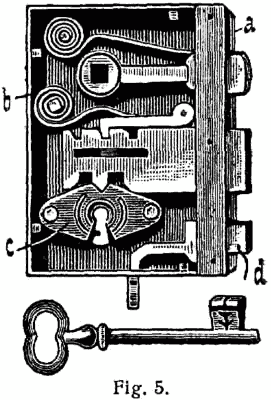
Historisches Türschloss oben: Falle Mitte: Riegel unten: Schlüsselloch und Nachtschieber

Ein Schlüsselloch ist die Öffnung oder auch der Hohlraum eines mechanischen Schlosses, in oder durch den man den zugehörigen Schlüssel stecken muss, um es zu entriegeln.
Im allgemeinen Sprachgebrauch bezieht sich das Wort Schlüsselloch in der Regel auf ein Türschloss. Vor allem bei älteren Modellen von wohnungsinternen Türen, Kellertüren oder Bretterverschlägen sind aufgrund des einfach gebauten Schlosses die Schlüsselöffnungen meistens groß genug und durchgängig, um hindurchzuschauen, weshalb das Schlüsselloch oft metaphorisch verwendet wird, um auszudrücken, dass sich jemand seine Informationen auf verbotenem oder zumindest fragwürdigem Wege beschafft (Durchs Schlüsselloch schauen; Er holt sich seine Informationen durch Schlüssellöcher).
In Film oder Fotografie das Bild mit der Kontur eine Schlüssellochs zu vignettieren ist Stilmittel seit der Stummfilmzeit, um einen geheimen, versteckten oder verbotenen Blick anzudeuten.
Weniger oft wird mit einem Schlüsselloch auch die Winzigkeit von Gegenständen veranschaulicht: Das passt ja durchs Schlüsselloch.
Unter der englischen Bezeichnung Keyhole wurde eine ganze Reihe von optischen Spionagesatelliten gebaut.

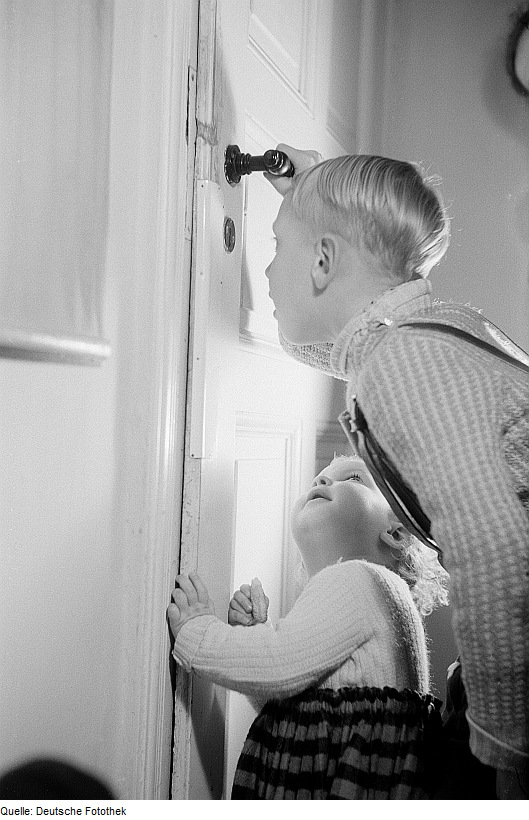
Ein Kind schaut durch ein Türschlüsselloch

Eine bestimmte Form japanischer Hügelgräber wird „Schlüssellochgrab“ genannt, weil die From dieser Gräber von oben betrachtet der Frontalansicht eines einfachen Schlüssellochs ähneln. Diese Grabform findet sich auch in Nordafrika (Tadrat), und Gräben in dieser Form findet man unter auch Grabhügeln des ausgehenden Neolithikums in Norddeutschland.
Als Schlüsselloch wird auch jenes mit ausreichender Raum-Zeit-Genauigkeit zu passierende Tor bezeichnet, das eine interplanetar reisende Raumsonde passieren muss, um nachfolgende Swing-By-Manöver erfolgreich absolvieren zu können.

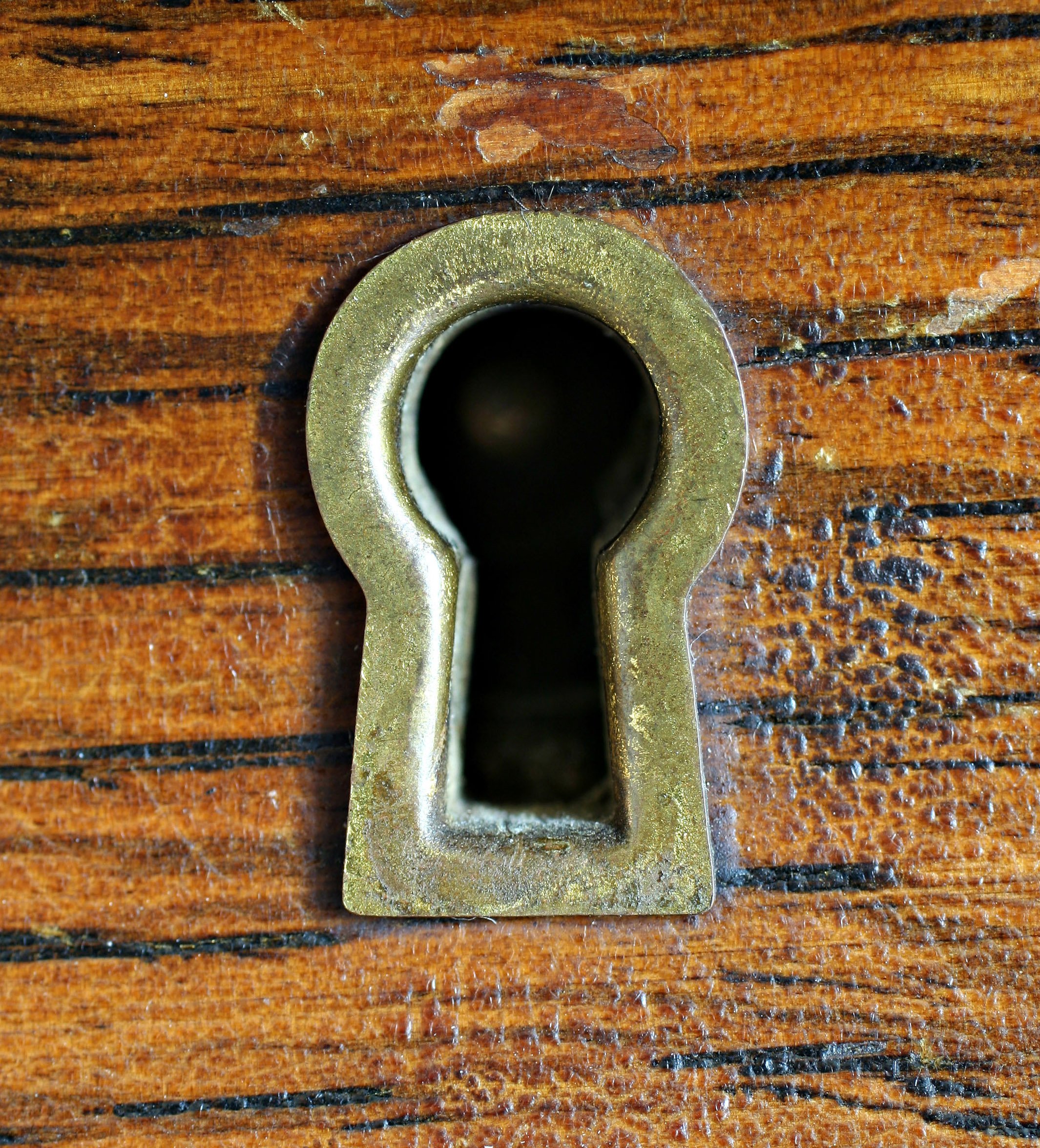
Ein Schlüsselloch eines Kastens